# Província de Phuket
Phuket (tailandès, ภูเก็ต) és una de les províncies meridionals (changwat) de Tailàndia. Les províncies veïnes són Phang Nga i Krabi . Encara que Phuket és una illa i les seves fronteres no són terrestres, es pot travessar Phang Nga a través d'un pont. Al nord de l'illa hi ha l' aeroport de Phuket, amb vols directes a altres països asiàtics, algunes destinacions europees i Austràlia.

## Toponímia
Phuket es coneixia abans com Thalang (ถลาง Tha-Laang), nom derivat de l'antiga paraula "telong" (Jawi: تلوڠ) que significa "cap". El districte nord de la província, on es trobava l'antiga capital, encara fa servir aquest nom. A les fonts i cartes de navegació occidentals se'l coneixia com Ko Thalang i Junk Ceylan, una distorsió anglesa del malai Tanjung Salang (Cap Salang).

## Història

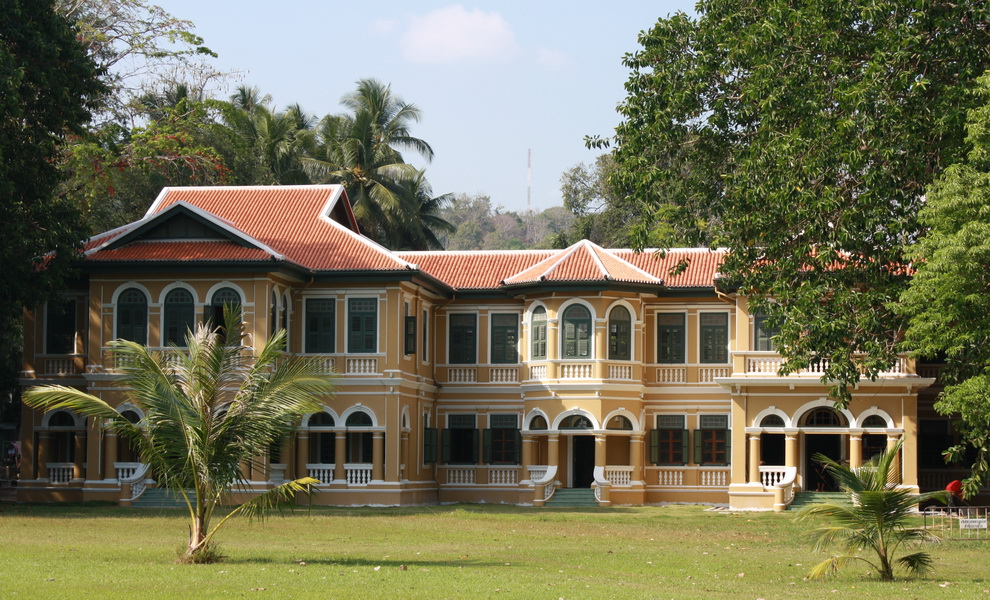
Mansió senyorial sino-portuguesa a la ciutat de Phuket

L'explorador portuguès Fernão Mendes Pinto va arribar a Siam el 1545. Els seus relats del país van més enllà d'Ayutthaya i inclouen també un relat raonablement detallat dels ports del sud del Regne. Pinto va ser un dels primers exploradors europeus a detallar Phuket als seus relats de viatge. Es va referir a l'illa com "Junk Ceilan", un nom que els portuguesos van utilitzar per a l'illa de Phuket als seus mapes, esmentant el nom set vegades als seus relats. Pinto va dir que Junk Ceilan era un port de destinació on els vaixells comercials feien parades regulars per a subministraments i provisions. No obstant això, a mitjans del segle XVI, l'illa estava en decadència a causa dels pirates i, sovint, de mars agitats i impredictibles, que van dissuadir els vaixells mercants de visitar l'illa. Pinto va esmentar diverses altres ciutats portuàries notables als seus comptes, com Patani i Ligor, que és l'actual Nakhon Si Thammarat.

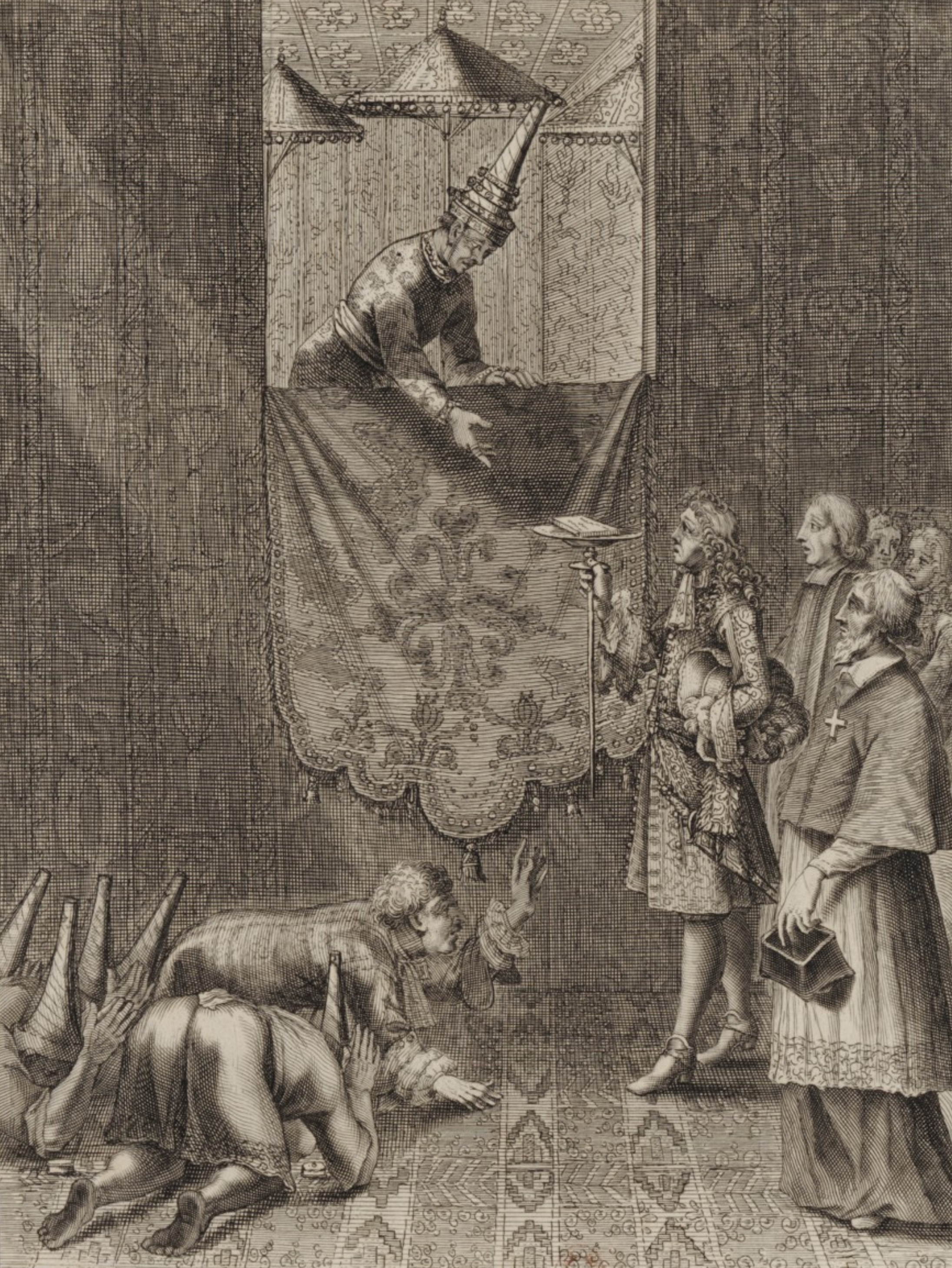
L'ambaixador francès Chevalier de Chaumont amb el rei Narai

Al segle xvii, holandesos, anglesos i, després de la dècada de 1680, també els francesos, van competir per l'oportunitat de comerciar amb Junk Ceilan, que era una rica font d'estany. El setembre de 1680, un vaixell de la Companyia Francesa de les Índies Orientals va visitar l'illa i va marxar amb una càrrega plena d'estany.
Un o dos anys més tard, el rei siamés Narai, buscant reduir la influència holandesa i anglesa, va nomenar com a governador un missioner mèdic francès, el germà René Charbonneau, membre de la missió de Siam de la Société des Missions Étrangères . Charbonneau va romandre com a governador fins a 1685.
El 1685, el rei Narai va confirmar el monopoli francès de l'estany a Phuket al seu ambaixador, el cavaller de Chaumont. :179L'antic mestre d'hôtel de Chaumont, Sieur de Billy, va ser nomenat governador de l'illa. :50No obstant això, els francesos van ser expulsats de Siam després de la revolució siamesa de 1688 . El 10 d'abril de 1689, Desfarges va dirigir una expedició per tornar a capturar Thalang per restablir el control francès a Siam. La seva ocupació de l'illa no va portar a res, i Desfarges va tornar a Pondicherry el gener de 1690. :185
Abans que els birmans ataquessin Thalang el 1785 durant les "Guerres dels Nou Exèrcits", Francis Light, un capità de la Companyia Britànica de les Índies Orientals (i posteriorment fundador de Penang), que havia estat establert a l'illa durant uns anys, va notificar a l'administració local que ell havia observat que les forces birmanes es preparaven per atacar. El governador militar de l'illa acabava de morir, així que els birmans van pensar que es podia apoderar fàcilment. Than Phu Ying Chan, la vídua del governador recentment mort, i la seva germana Mook (คุณมุก) van ordenar a les dones de l'illa vestir-se de soldats i prendre posicions a les muralles de la ciutat de Thalang. Els birmans van cancel·lar el seu atac a causa de la força percebuda de les defenses. Sense provisions, es van retirar. Després d'un mes de setge a la capital, els birmans es van veure obligats a retirar-se el 13 de març de 1785. Les dues dones es van convertir en heroïnes locals, rebent els títols reials Thao Thep Kasattri i Thao Si Sunthon d'un agraït rei Rama I.
El segell de Phuket és una representació del Monument a les Dues Heroïnes al llarg de la carretera 402 a Phuket. Això commemora les germanes El segell és un cercle envoltat d'un patró kranok i s'utilitza des de 1985. El 1933 Monthon Phuket (มณฑลภูเก็ต) es va dissoldre i Phuket es va convertir en una província.

## Geografia

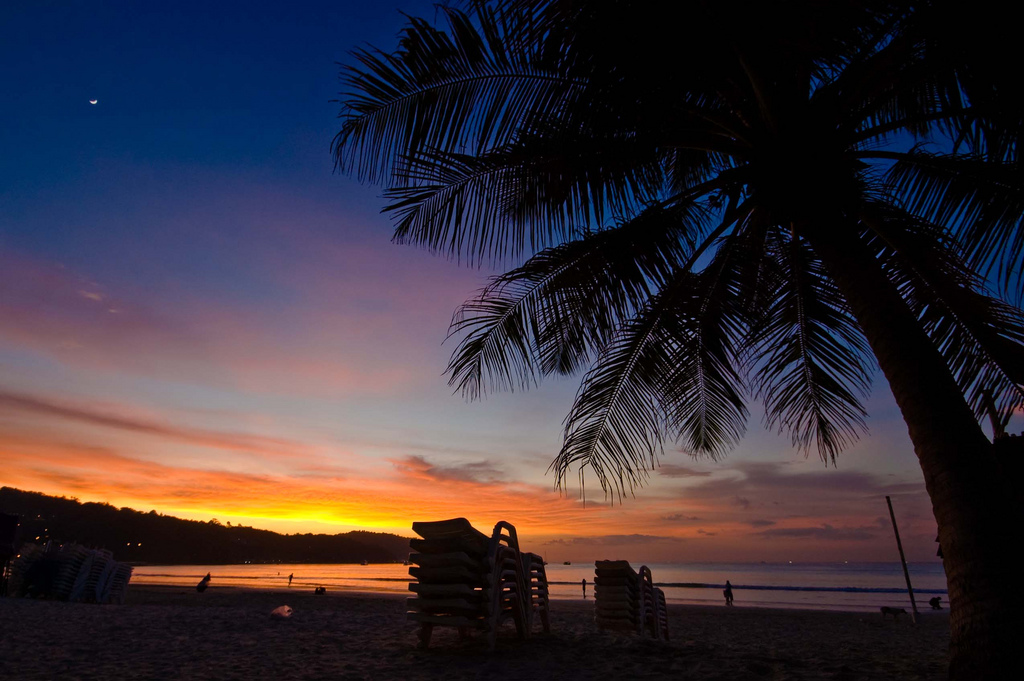
Capvespre a la platja Patong, Phuket

Phuket és la província continental més gran de Tailàndia, situada al mar d'Andaman ia l'oest de la província de Krabi, a la part peninsular sud de Tailàndia. És molt muntanyosa, amb una serralada al costat oest, alineada de nord a sud. Les muntanyes del sud de Phuket s'estenen per 440 quilòmetres de l'istme de Kra. El punt més alt de la cadena de muntanyes de Phuket és el Khao Phra Mi, amb una altitud de 1138 m; mentre que la major altura a l'illa en si, és el Mai Tha Sip Song (Dotze Canyes), a 529 m s. n. m. Prop del 70% de l'illa està coberta de selves. La costa occidental posseeix diverses platges de sorra, però la costa oriental generalment és cenagosa. L'extrem sud de l'illa és el Laem Promthep, un lloc molt apreciat per observar les postes de sol.

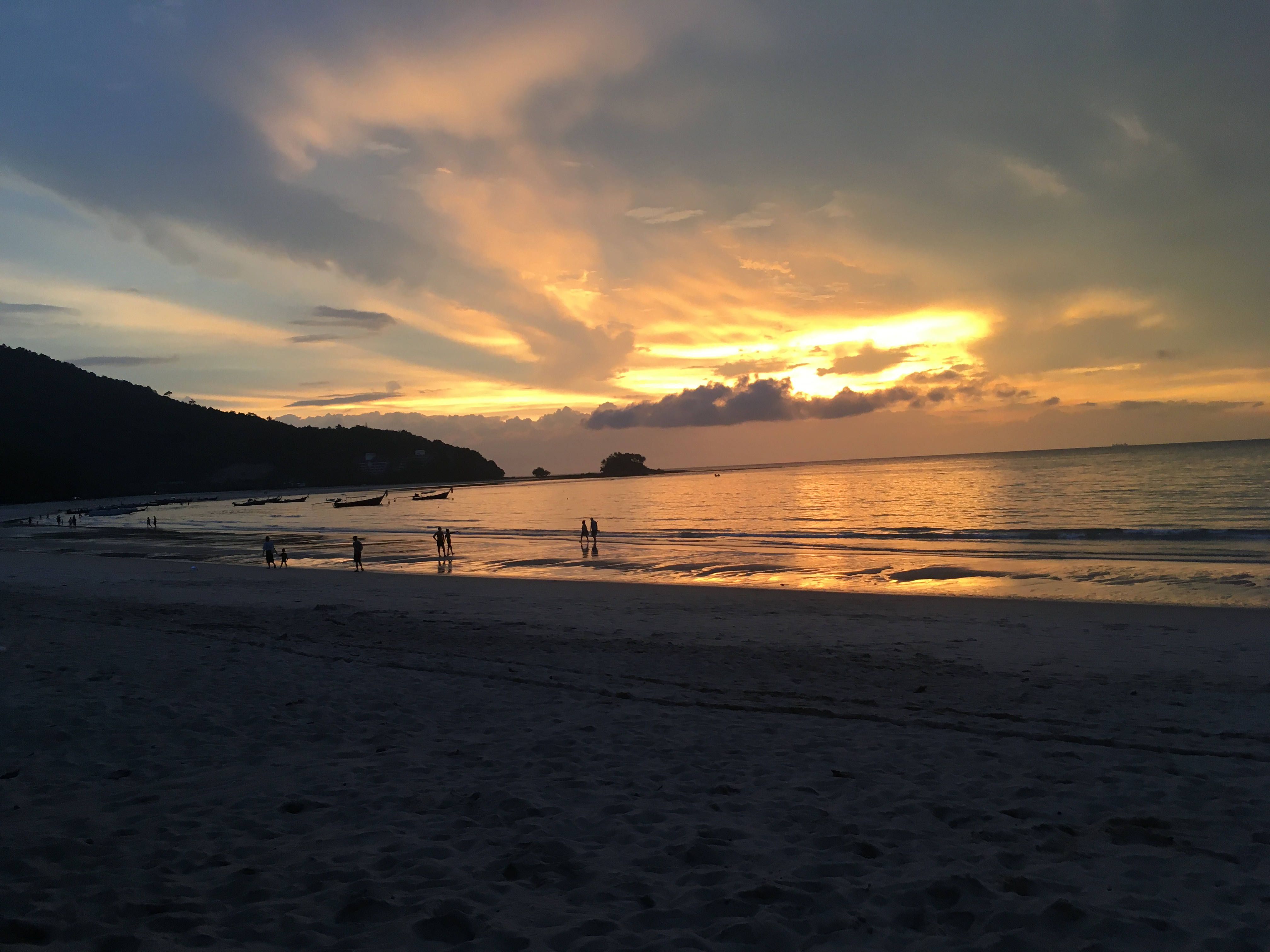
Bella posta de sol a la platja de Nai Yang al nord de Phuket

La població era de 249.446 l'any 2000, augmentant a 525.709 en el cens decennal de 2010, la taxa de creixement més alta de totes les províncies a tot el país amb un 7,4 per cent anual. Unes 600.000 persones resideixen actualment a Phuket, entre ells migrants, expatriats internacionals, tailandesos registrats a altres províncies i locals. La població registrada, però, inclou només els tailandesos que estan inscrits en una prohibició tailandesa o en un llibre de registre de cases, que la majoria no ho són, i a finals de 2012 era de 360.905 persones.
La principal regió turística de l'illa és la platja de Patong, que concentra també la major part de la vida nocturna de Phuket, a més de ser el major centre comercial de l'illa. Altres platges populars són Karon, Kata, Panwa Beach, Mai Khao, Nai Harn i Bang Tao.
L'illa va ser afectada pel tsunami del 26 de desembre del 2004 que va devastar gran part de les costes de l'Oceà Índic
Phuket es troba a uns 863 quilòmetres (536 milles) al sud de Bangkok i té una superfície de 543 quilòmetres quadrats (210 milles quadrades), sense comptar els petits illots. S'estima que Phuket tindria una superfície total d'aproximadament 576 quilòmetres quadrats (222 milles quadrades) si s'hi incloguessin totes les illes perifèriques. Altres illes són: Ko Lone 4,77 quilòmetres quadrats, Ko Maprao 3,7 quilòmetres quadrats, Ko Naka Yai 2,08 quilòmetres quadrats, Ko Racha Noi 3,06 quilòmetres quadrats, Ko Racha Yai 4,5 quilòmetres quadrats i la segona més gran, Ko Sire 8,8 quilòmetres quadrats.

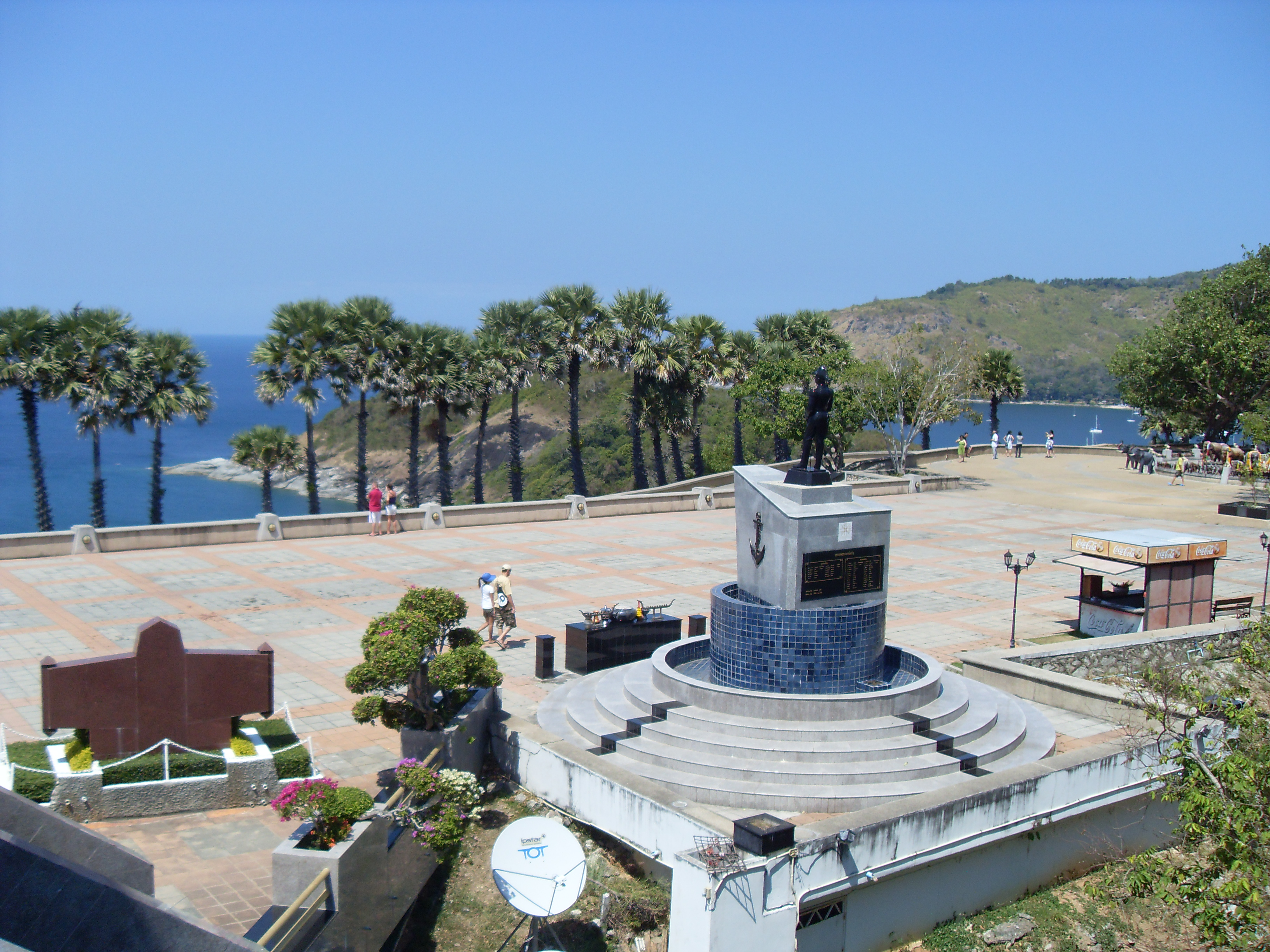
Vista des del monument de Krom Luang Chumpon

La longitud de l'illa, de nord a sud, és de 48 quilòmetres (30 milles) i la seva amplada és de 21 quilòmetres (13 milles).[10]
El setanta per cent de l'àrea de Phuket és coberta de muntanyes que s'estenen de nord a sud. El 30% restant són planes a les parts central i oriental de l'illa. Té un total de nou rierols i rierols però no té cap riu important.
Les plantacions forestals, de cautxú i d'oli de palma cobreixen el 60 per cent de l'illa. La costa oest té diverses platges de sorra. Les platges de la costa est són més sovint fangoses. A prop del punt més al sud hi ha Laem Phromthep (tailandès แหลมพรหมเทพ, "Cap de Brahma"), un mirador popular. Al nord muntanyós de l'illa es troba la zona de no caça de Khao Phra Thaeo, que protegeix més de 20 km 2 de la selva tropical. Els tres cims més alts d'aquesta reserva són el Khao Prathiu (384 metres (1,260 ft)), Khao Bang Pae 388 metres (1,273 ft) i Khao Phara 422 metres (1,385 ft) . El Parc Nacional de Sirinat a la costa nord-oest es va establir el 1981 per protegir una àrea de 90 quilometres quadrats (35 sq mi) (68 quilometres (42 mi) zona marina), inclosa la platja de Nai Yang on les tortugues marines posen els ous. La superfície forestal total és de 113 km2 (44 sq mi) o el 20,6 per cent de l'àrea provincial.

### Clima
Sota la classificació climàtica de Köppen, Phuket té un clima monsònic tropical (Am). A causa de la seva proximitat a l'equador, a l'any hi ha una petita variació de temperatures. La ciutat té una mitjana anual màxima de 32 °C i mínima anual de 25 °C. Phuket té una estació seca que va de desembre a març i una estació humida que cobreix els vuit mesos restants. No obstant això, com moltes ciutats que tenen un clima tropical monsònic, Phuket rep algunes precipitacions fins i tot durant la seva estació seca. Phuket té una mitjana d'aproximadament 2200 mm de pluja.

## Economia
L'explotació de les mines d'estany va ser una font de renda important per a l'illa des del segle xvi . Molts treballadors xinesos van ser emprats a les mines, i la seva influència en la cultura de Phuket pot ser sentida encara avui. Amb la caiguda del preu de l'estany, la seva explotació va finalitzar definitivament. Actualment, l'economia de Phuket reposa sobre dos pilars: plantacions de cautxú (Tailàndia és el major productor mundial d'hule), i el turisme.
Des de la dècada de 1980 Phuket és una de les principals atraccions turístiques de Tailàndia. La major part de les platges sorrenques de la costa occidental de l'illa van ser transformades en centres turístics, sent Patong, Karon i Kata les més populars. El 2019 els usuaris de Tripadvisor van triar a l'illa de Phuket com el segon millor lloc d'Àsia a visitar

## Divisions administratives

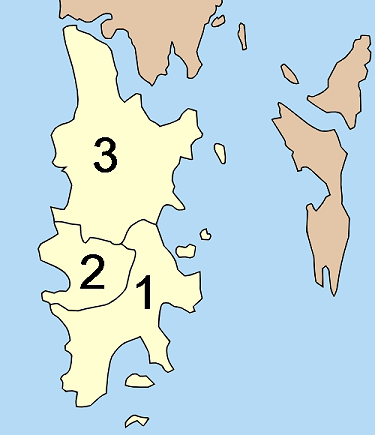
Districtes.

Phuket està dividida en 3 districtes (Amphoe): 
- 1. Mueang Phuket
- 2. Kathu
- 3. Thalang

Aquests districtes estan al seu torn subdividits en 17 comunas (Tambon), i 103 llogarets (Muu-baan).

## Demografia
Com passa amb la majoria de Tailàndia, la majoria de la població és budista, però hi ha un nombre important de musulmans (20%) a Phuket, principalment descendents dels pobles austronesis originals de l'illa. Entre els musulmans, molts són d'ascendència malaia. Les persones d'ascendència xinesa constitueixen una població encara més gran, molts dels quals són descendents dels miners d'estany que van emigrar a Phuket durant el segle xix. Els peranakans, coneguts com "Phuket Babas" en la llengua local, constitueixen una bona part dels membres de la comunitat xinesa, especialment entre els que tenen vincles familiars amb els peranakans de Penang i Malacca.
En el recompte preliminar del cens de 2010, la població de la província de Phuket era de 525.018 persones, incloent uns 115.881 expatriats, o el 21,1% de la població. Tanmateix, s'admet que això és inexacte, ja que l'Oficina Provincial d'Ocupació de Phuket registra actualment més de 64.000 treballadors birmans, laosians i cambodjans que resideixen legalment a l'illa. La xifra del cens tailandès del 2015 mostra una població de 386.605 persones.

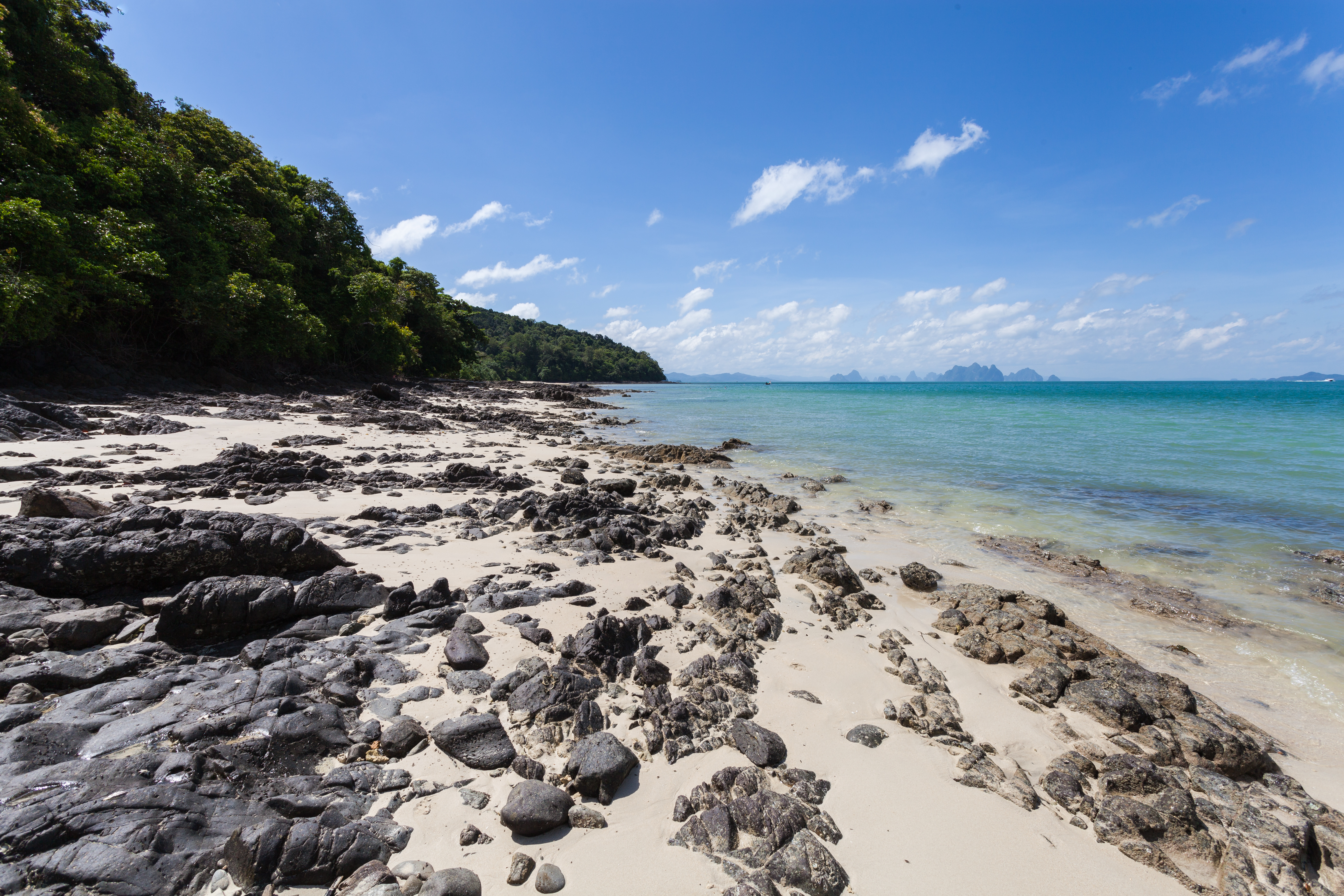
Illa Naka, Província de Phuket

## Religió
Com la major part de Tailàndia, la gran majoria de la població és budista, però hi ha també un nombre significatiu de musulmans (17%).

## Símbols
L'escut provincial mostra les dues heroïnes de la província, Thao Thep Kasattri i Thao Sri Sunthon. L'arbre provincial de la fusta de rosa dona Birmània (Pterocarpus Indicus) i la flor que representa la província és la flor de pebre (Bougainvillea sp.)